# Halias

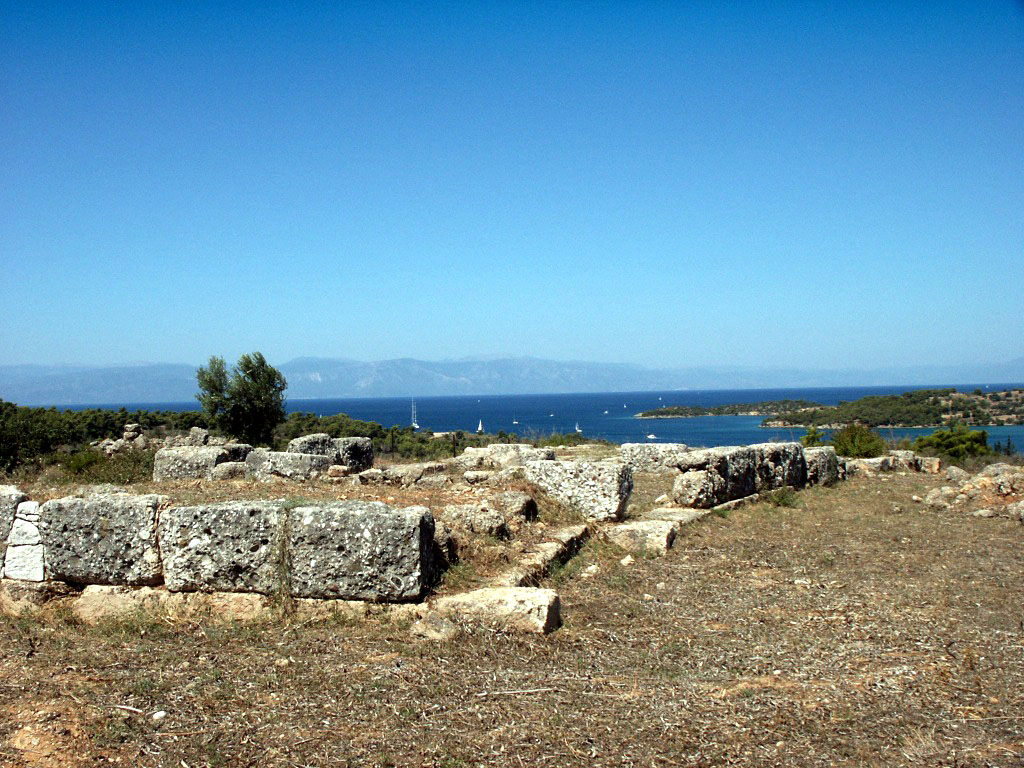
Restos de la acrópolis de Halias.

Halias, Halión  o Halice  (en griego antiguo: Ἁλιεῖς  o Ἁλία  o Ἁλική ) en el nombre de una ciudad griega antigua del extremo meridional de Argólide, situada en la costa del golfo Argólico. Tucídides llama al territorio Ἅλιας. Su área se ha estimado en 84 km². El gentilicio es halieos o halicos.
La ciudad, parcialmente sumergida, estaba emplazada en un pequeño promontorio que domina la bahía de Porto Jeli. Su puerto natural era uno de los mejores de la costa. La línea de playa llegó a tener 1300 metros y se redujo a menos de 300.
Los primeros pobladores fueron probablemente driopes. El primer asentamiento de Halias se remonta al periodo geométrico. La ciudad floreció en las épocas arcaica y clásica.. Tal vez era ya una polis en la época arcaica, pero la ausencia en Olimpia de dedicatorias de atletas victoriosos de Halias en los Juegos Olímpicos indica que, si fue una polis, era una polis dependiente, dominada probablemente por Hermíone, como se deduce de un fragmento de Éforo de Cime.
La conquista de Halias por el espartano Anaristo tuvo lugar entre el 464 y 430 a. C., año en que ya era aliada de Esparta. En 460-459 a. C. los atenienses se enfrentaron en Halias a los corintios y epidaurios en una batalla. Según Tucídides vencieron los corintios  y según Diodoro Sículo la victoria fue ateniense.
Hacia el 460 a. C., Halias fue cedida por Hermíone a los tirintios. Más tarde fueron expulsados de Tirinto por Argos.
El territorio de Halias fue saqueado por los atenienses en el año 430 y el 425 a. C., durante la guerra del Peloponeso. En este último año los halieos y atenienses concluyeron una alianza en la que aquellos les hicieron entrega de un puerto fortificado durante la duración de la guerra.
Halias fue miembro de la Liga del Peloponeso hasta la batalla de Leuctra en el 371 a. C. En el 394 a. C. luchó en el bando peloponesio en la Batalla de Nemea. Pudo haber sido una de las polis conquistadas por Epaminondas en el 369 a. C.
En el siglo IV a. C., después de la milagrosa curación de un ciudadano por una serpiente del Asclepeion de Epidauro, la polis de Halias consultó al oráculo de Delfos y recibió instrucciones para construir un templo con una estatua de Asclepio.
La única fuente sobre la constitución política de Halias es una placa de bronce inscrita en alfabeto argivo, con la promulgación pública de una ley, presuntamente encontrada en Hermíone, y actualmente atribuida a Halias. Brandt se posiciona en contra.
En 1959 Jameson tomó parte en las excavaciones de Halias y del cercano Porto Jeli. En el siglo XIX, Leake, Puillon de Boblaye y otros identificaron las ruinas de Petrothalassa con Halias, y las de Porto Jeli con Mases. Jameson ubica Halias en Porto Jeli y Mases en Kilada. Las excavaciones confirmaron su ubicación en la bahía de Porto Jeli.
En el exterior de las murallas se han hallado los restos de un estadio de 166,50 m, una estoa y un templo de Apolo de principios del siglo VII a. C. en la parte norte de Porto Jeli.
De Halias partía un camino hasta la vecina ciudad de Kosta. Estuvo fortificada en el siglo V a. C., según una inscripción del 425/424 a. C. A mediados del siglo IV a. C., el recinto amurallado encerraba un área de 18 ha, de las que unas 15 eran adecuadas para ser habitadas a mediado. Si se acepta una densidad de población de 250 hab/hm², Halias tuvo 1220 habitantes en época arcaica que vivían en un área de 5,88 ha. La población aumentó a 3750 habitantes a mediados del siglo IV a. C. Las murallas conectaban la ciudad con la acrópolis en la que hubo un modesto templo, quizá de Atenea. Eran de adobe con cimientos de conglomerado con torres a intervalos. Las fortificaciones se remontan por lo menos al siglo VII a. C. McAllister hace un descripción exhaustiva de las murallas.
El barrio noreste de la ciudad baja es de principios del siglo VI a. C. y se construyó en plano en damero.
Las excavaciones muestran que Halias fue abandonada a comienzos del siglo III a. C., sin embargo en una inscripción de Epidauro del 200-219 a. C., figura el gentilicio halicos.
Se acuñaron monedas con la leyenda ΤΙ o ΤΙΡΥ o ΤΙΡΥΝΘΙΩΝ, con una cabeza barbada de Heracles o de Apolo laureado en el anverso, y con una palmera o una clava en el reverso.